# آپلن
آپلن (به آلمانی: Appeln) یک منطقهٔ مسکونی در آلمان است که در بوشتدت واقع شده‌است. آپلن ۴۲۸ نفر جمعیت دارد.